# 福爵
福爵是太平天國爵位之一，位於安爵之下、燕爵之上，在六等爵中位列第三。
福爵之名號為太平天國獨創，其得名於洪仁達的封號「福王」。1856年天京事變後，石達開入京輔政。為牽制石達開，洪秀全冊封自己的兄長洪仁發為「安王」、洪仁達為「福王」。石達開逃離天京後，洪秀全撤銷洪仁發、洪仁達的王爵，並宣稱此後「永不封王」，隨後開創六等爵制度。
福爵的頭銜之前加「天」字，再冠以一字以示區別，例如侍天福李世賢、定天福韋俊等。1860年以後，由於濫加封賞，地位逐漸卑下。
太平天國婦女亦有六等爵，女六爵第三等為女貞福，與福爵對應。